# Samuel George Morton

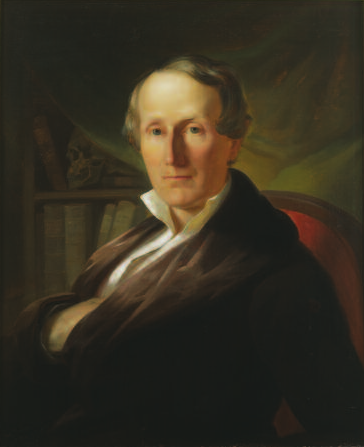
Portret Samuela George’a Mortona (około 1850)

Samuel George Morton (1799–1851) – amerykański lekarz i biolog, urodzony w Filadelfii, w stanie Pensylwania. W roku 1820 ukończył studia na Uniwersytecie Pensylwanii, następnie kontynuował naukę na Uniwersytecie Edynburskim. Był jednym ze współzałożycieli Pennsylvania Medical College w Filadelfii, a w latach 1839–1843 profesorem anatomii na tejże uczelni.